# Röcken
Röcken est une ancienne commune allemande, dans l'arrondissement du Burgenland en Saxe-Anhalt, rattachée à Lützen depuis le 1er janvier 2010. Le philosophe Friedrich Nietzsche y est né en 1844 et y est enterré, bien qu'il soit décédé à Weimar. Sa maison natale existe toujours.

## Géographie

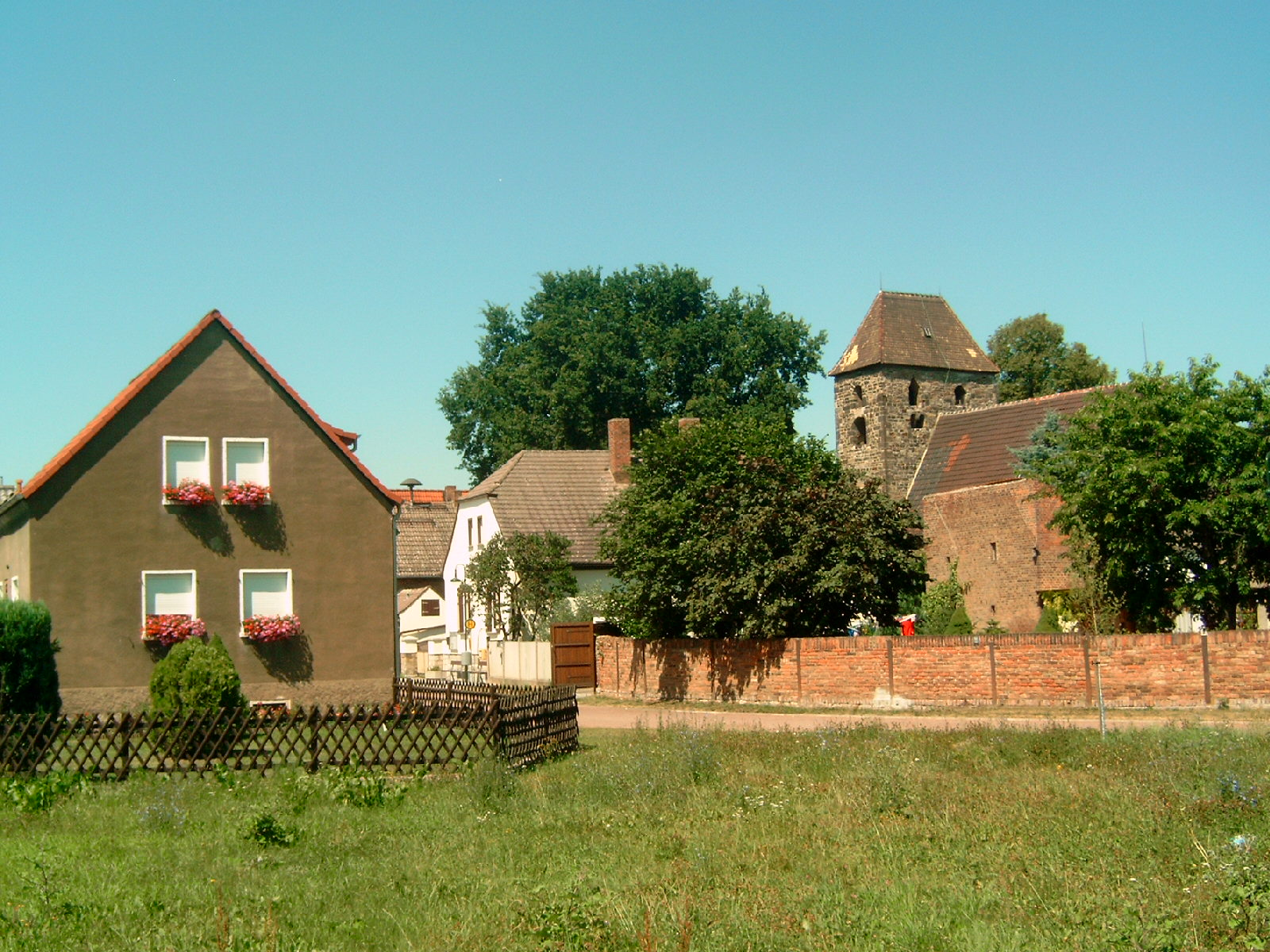
Vue de Röcken.

La localité se situe dans le paysage ouvert du bassin lipsien au sud-ouest du centre-ville de Lützen, sur la route qui mène à Weißenfels. L'ancienne municipalité de Röcken comportait également les villages de Bothfeld, Michlitz et Schweßwitz. 
Le site est accessible par la Bundesautobahn 38 et la Bundesstraße 87.

## Histoire
Le village de Röcken, peut-être d'origine slave, fut mentionné officiellement pour la première fois en 1232. Pendant des siècles, le manoir entouré de champs fertiles appartenait aux domaines de l'évêché de Mersebourg qui lors de la Réforme protestante fut sécularisé en 1565 et passa à l'électorat de Saxe. Entre 1656 et 1738, il faisait partie du duché de Saxe-Mersebourg détenu par la branche albertine de la maison de Wettin.
En raison de son emplacement sur la Via Regia au sud-ouest de Leipzig, le territoire de Röcken est utilisé par les troupes du roi suédois Gustave II Adolphe à la veille de la bataille de Lützen le 16 novembre 1632.
Par décision du congrès de Vienne en 1815, les villages de Röcken, Bothfeld, Michlitz et Schweßwitz sont passés au royaume de Prusse et sont devenus une partie du district de Mersebourg au sein de la province de Saxe. De 1952 à 1990, la municipalité appartenait au district de Halle de la République démocratique allemande.

## Friedrich Nietzsche

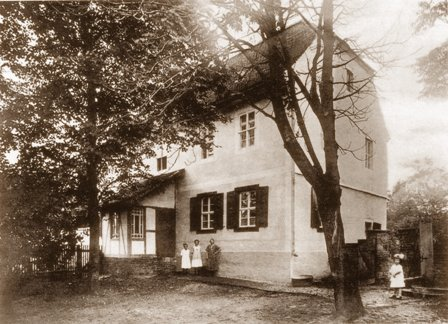
Le presbytère de Röcken, vers 1900.

Le 15 octobre 1844, jour de l'anniversaire du roi de Prusse Frédéric-Guillaume IV, le philosophe Friedrich Nietzsche, fils du pasteur luthérien Carl Ludwig Nietzsche (1813–1849) et de son épouse Franziska, née Oehler (1826–1897), naquit au presbytère de Röcken. Sa sœur Elisabeth y est née en 1846. À la suite de la mort prématurée de son père, la famille a déménagé vers Naumbourg.
Aujourd'hui, un site commémoratif se trouve près de l'église paroissiale. Friedrich Nietzsche, ses parents, ainsi que sa sœur et son frère cadet furent inhumés dans le caveau de famille dans l'ancien cimetière.

## Un village qui pourrait disparaître?
Depuis 2006, des sondages géologiques sont effectués dans la région afin de découvrir de nouveaux gisements de lignite, dont l'extraction est fréquente dans cette zone de l'Allemagne (par exemple en Saxe, Lusace, etc.). Il semblerait que le village de Röcken soit situé au-dessus d'un tel gisement et qu'il risque donc de subir le même sort que le village de Heuersdorf à quelques dizaines de kilomètres, c'est-à-dire la destruction pour laisser place à une mine à ciel ouvert.
Bien qu'aucun plan concret ne soit prévu avant 2025, des mouvements d'opposition sont déjà créés et ont rencontré un écho d'autant plus grand que le village abrite la tombe de Nietzsche.